# 2012年缅甸地震

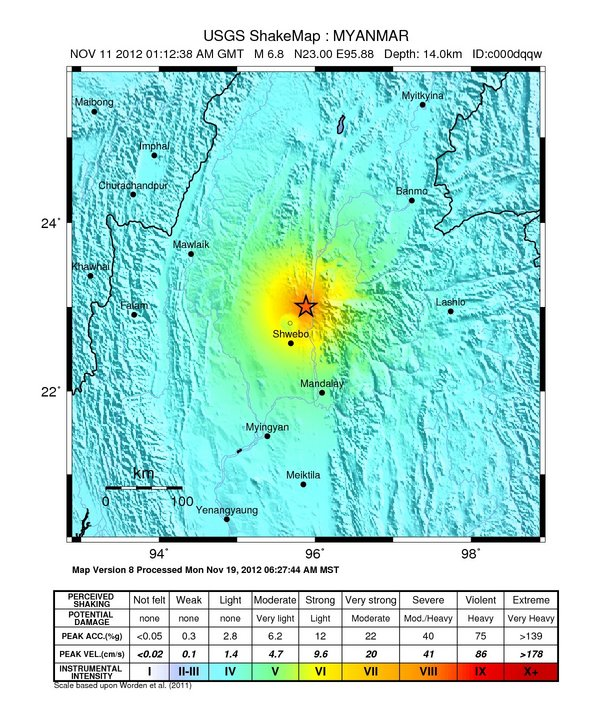
USGS shake map for the earthquake

2012年缅甸地震发生于缅甸北部曼德勒省德坯珍地区，当地时间为2012年11月11日07:42（01:12 UTC），地震矩規模为6.8。该地震造成至少26人死亡，几百人受伤。地震震中位于曼德勒省和实皆省交界的Male镇，距离瑞保市以北25公里，曼德勒以北120公里。之后，震中附近又发生至少4次5级以上的余震。